# Antonio Lombardini
Antonio Lombardini (Parma, 3 gennaio 1794 – Parma, 4 agosto 1869) è stato un politico e matematico italiano.
Fu Ministro delle Finanze del Ducato di Parma e Piacenza.

## Biografia
Figlio nel notaio Giacomo e di Luisa Calestani, studiò presso il seminario vescovile di Parma, dove ebbe come insegnante di matematica e fisica l'abate Giuseppe Conti. Terminati gli studi trovò impiego presso il medico e banchiere Giuseppe Serventi, di cui sposò la figlia Isabella.
Nel 1814, a soli vent'anni, gli fu assegnata la cattedra di matematica dell'Università di Parma e dal 1815 al 1820 fu professore della stessa materia al Collegio Lalatta. Nel 1819 la duchessa Maria Luigia d'Austria lo nominò segretario della Biblioteca ducale e nel 1825 Cancelliere dell'Università. Fu insegnante di Macedonio Melloni e autore di testi di insegnamento universitario, tra cui nel 1828 "Elementi di Matematica", e presidente del Gabinetto letterario parmense (che sarà chiuso per motivi politici nel 1832).
Il ministro Vincenzo Mistrali gli affidò diversi incarichi governativi: dal 1830 al 1836 fu revisore della stampa, dal 1831 membro di una commissione per la riforma della scuola e Cancelliere della Magistratura. Nel 1836 fu nominato Consigliere di Stato e nel 1847 presidente della Camera dei conti.
Gli impegni politici lo indussero a rinunciare all'insegnamento, ma conservò il titolo di Professore Emerito di matematica. Dopo la morte di Maria Luigia d'Austria (1847) il governo del ducato passò ai Borboni e nel 1849 fu confermato Consigliere di Stato da Carlo III. Nel 1854, durante la reggenza di Luisa Maria di Berry, fu nominato ministro delle Finanze e, nel 1856, fu tra i fondatori della Cassa di Risparmio di Parma e Piacenza.